# Margao
Margao is een nagar panchayat (plaats) in het district Zuid-Goa van de Indiase staat Goa. 

## Demografie
Volgens de Indiase volkstelling van 2001 wonen er 78.393 mensen in Margao, waarvan 51% mannelijk en 49% vrouwelijk is. De plaats heeft een alfabetiseringsgraad van 76%. 

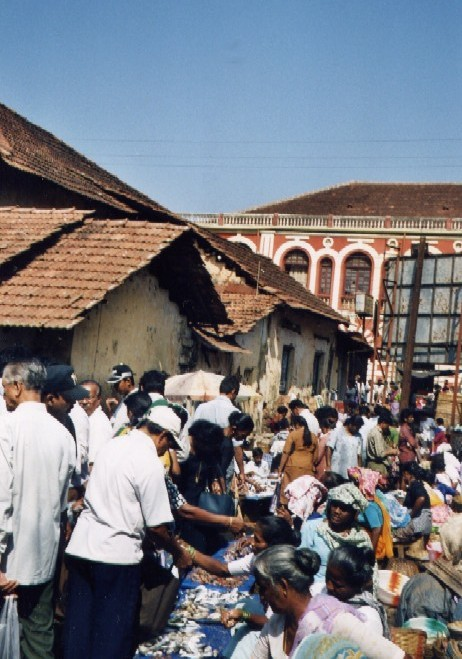
Markt in Margao
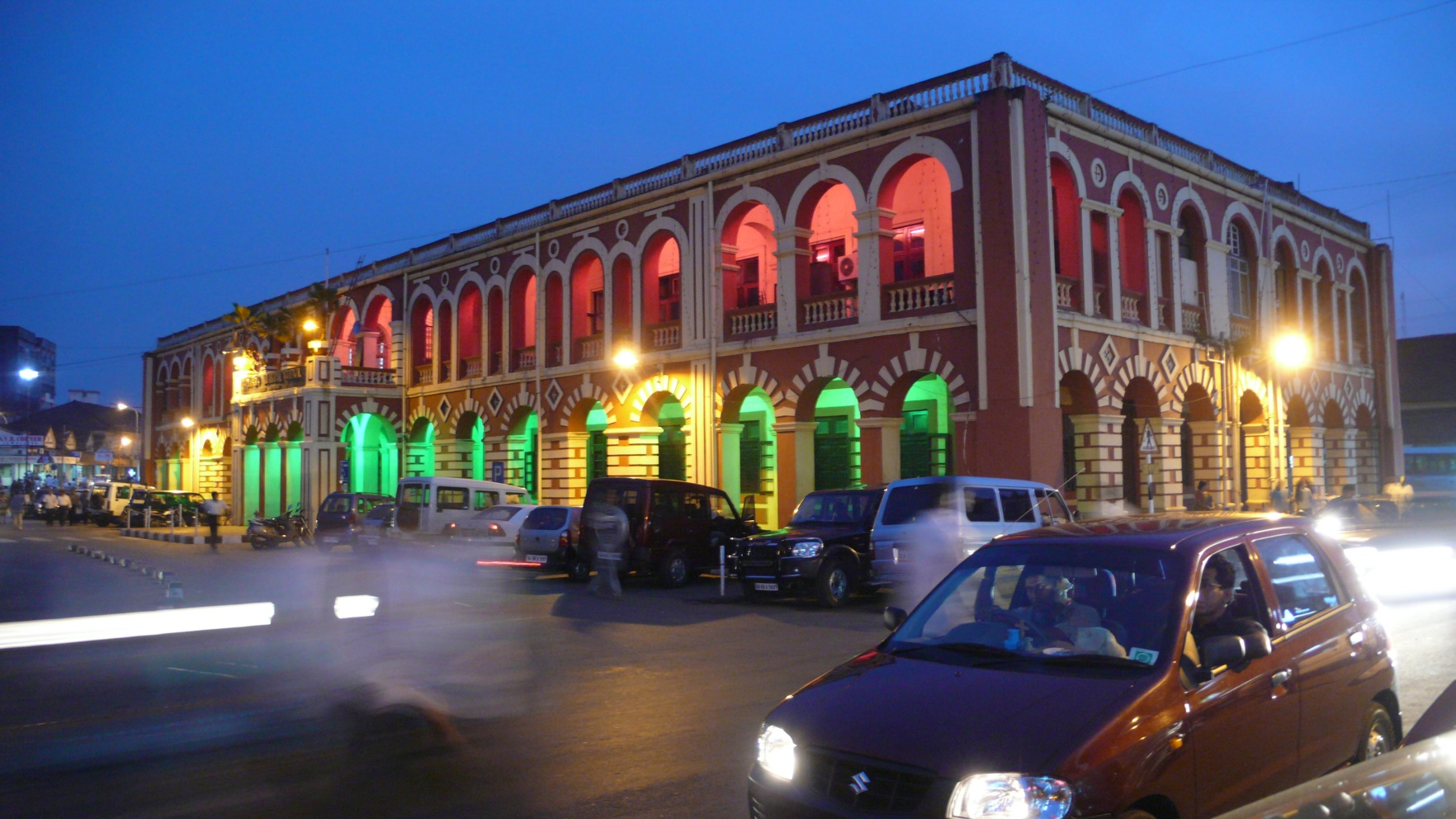
Gemeentehuis
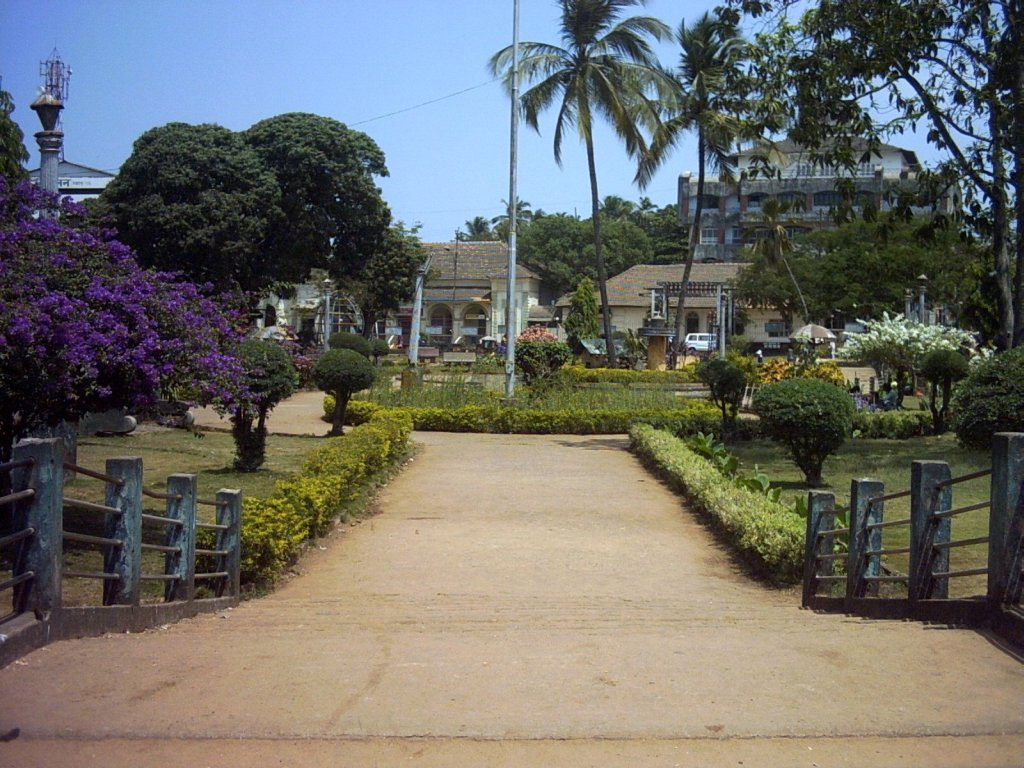
Park in Margao
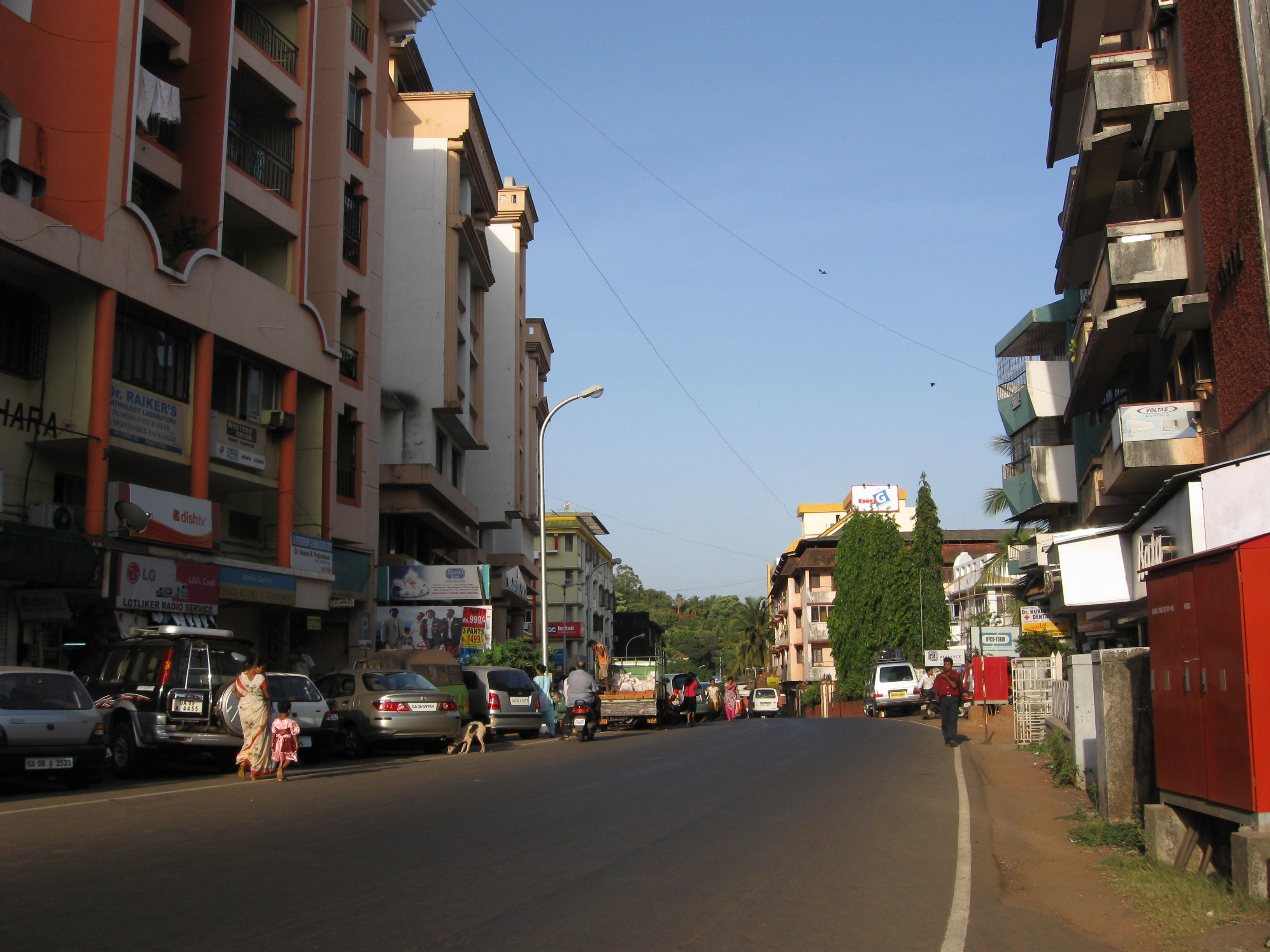
Straat in Margao
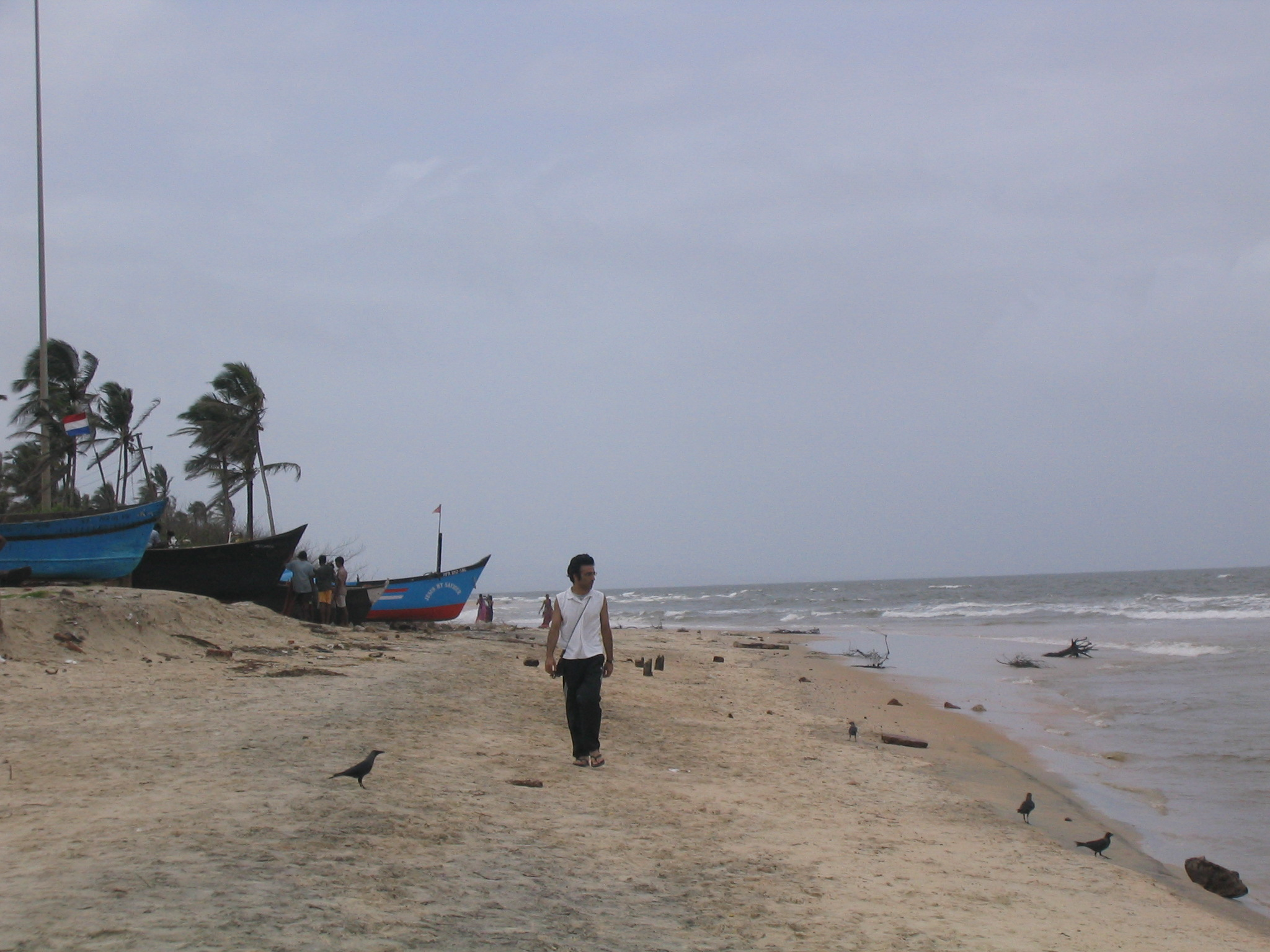
Strand bij Margao